# Volo Indian Airlines 814
Il volo Indian Airlines 814 era un volo di linea decollato dall'Aeroporto Internazionale Tribhuvan di Kathmandu, in Nepal, e che aveva come destinazione l'Aeroporto Internazionale Indira Gandhi di Delhi, in India.
Il 24 dicembre 1999, alle ore 17:30, poco dopo essere entrato nello spazio aereo indiano, l'aereo fu dirottato da cinque cittadini pakistani. I dirottatori pugnalarono a morte il venticinquenne Rupin Katyal ed infine l'aeroplano atterrò in Afghanistan, dove i dirottatori rilasciarono i passeggeri presi in ostaggio in cambio della liberazione di 3 terroristi musulmani.